# Hilda Furacão (romance)
Hilda Furacão é um romance escrito por Roberto Drummond, publicado em 1991.  O romance foi adaptado para a televisão, em forma de uma minissérie, pela autora de telenovelas Glória Perez, e exibido na Rede Globo, em 1998, obtendo enorme sucesso. A minissérie colaborou para que Hilda Furacão fosse a obra mais famosa de Roberto Drummond, tendo sido vendidos 200 mil exemplares. Hilda Furacão foi escrita com rapidez, se comparada às outras obras do autor: 64 dias, enquanto levou anos para escrever outros livros.
O livro foi baseado na história de juventude da prostituta Hilda Maia Valentim, conhecida na zona boêmia de Belo Horizonte, como Hilda Furacão.

## Sinopse
Hilda Furacão passa-se na Belo Horizonte mitológica e sensual do início dos anos 60. Hilda, a Garota do Maiô Dourado, enfeitiçava os homens na beira da piscina em um dos mais tradicionais clubes da cidade, o Minas Tênis.  Desprezava todos os pedidos milionários de casamento e por algum motivo secreto muda-se para o quarto 304 do Maravilhoso Hotel, na zona boêmia da cidade.  Transformada em Hilda Furacão, a musa erótica tira o sono da cidade. Sua vida de fada sexual cruza-se com os sonhos de três rapazes vindos de Santana dos Ferros: Malthus, que queria ser santo, mas se tornaria frade dominicano, líder político e escritor. Outro, Aramel, o Belo, queria ser ator em Hollywood — torna-se Dom Juan de aluguel. O terceiro, aquele que queria ter sua Sierra Maestra, é o próprio Roberto, narrador da história.  Hilda Furacão é o desafio que o santo tem que enfrentar.

## Desdobramentos
O estilo do autor causou suspense quanto à real existência de Hilda Furacão. Roberto Drummond misturou personagens reais a imaginários, oferecendo verossimilhança. Contudo, até falecer em 2002, Roberto preferiu não esclarecer o que é realidade e o que é ficção.  Segundo ele, se transformou em refém da Hilda Furacão.  Dessa forma, a existência de Hilda continua sendo tema de debates entre os leitores e os moradores de Belo Horizonte – cenário onde a trama acontece.  Diferentemente de Hilda, o personagem Malthus tem uma explicação: foi inspirado em Frei Betto, grande amigo de Roberto Drummond.
A obra também ganha destaque pelo envolvimento dos personagens com o cenário político da época: retrata o desejo revolucionário comunista, ilustrado no personagem Roberto, e termina um dia após o golpe que deu início à Ditadura Militar no Brasil, ironicamente 1º de abril, Dia da mentira.